# サイエントロジー

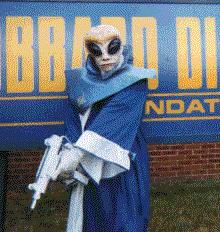
サイエントロジーを批判するために、彼らの敵とされる宇宙の邪悪な帝王ジヌーのコスプレをする人

サイエントロジー（英語: Scientology）は、アメリカの作家L・ロン・ハバードが考案した一連の信条と実践、および関連する運動である。カルト・ビジネス・新宗教運動など、さまざまな定義がある。最新の国勢調査によると、アメリカには約2万5,000人（2008年）、イギリスには約2,300人（2011年）、カナダ（2011年）とオーストラリア（2016年）にはそれぞれ約1,700人の信奉者がいる。ハバードは当初、ダイアネティックスと呼ばれる一連の思想を開発し、これをセラピーの一形態として表した。彼はこれをさまざまな出版物や、1950年に設立したハバード・ダイアネティック研究財団を通じて推進した。財団は破産し、ハバードは1952年に著書『ダイアネティックス』の権利を失った。その後、彼はこのテーマを宗教と再定義し、サイエントロジーと改名して、用語・教義・「オーディティング」の実践を保持した。1954年までに、彼はダイアネティックスの権利を取り戻し、サイエントロジー教会の傘下に両方の主題を保持した。

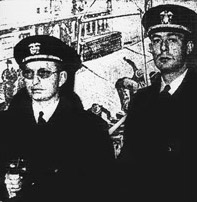
教祖のL・ロン・ハバードと Thomas S. Moulton（1943年）

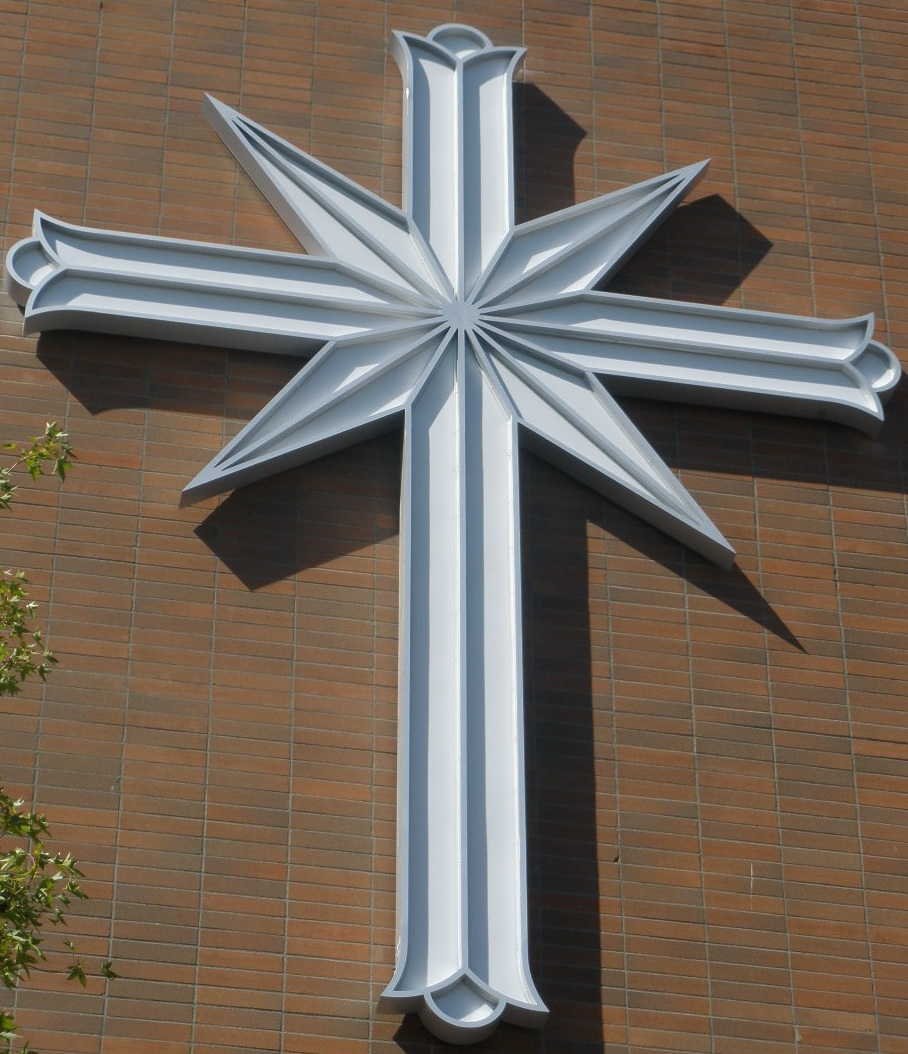
サイエントロジーの十字架

サイエントロジーは、人間は肉体に宿る不滅の霊的存在（セイタン）であり、無数の過去世を持っていると教えている。サイエントロジーの上級テキストには、セイタンが地球に到着する前の生命が地球外の文化圏で生きていたことが記されている（この運動の中では、秘密となっている）。サイエントロジーの教義では、「オーディティング」を受けているサイエントロジストは誰でも、最終的に共通の一連の出来事に出くわし、それを語ることになるとされている。これらの出来事の一部には、ジヌーと呼ばれる地球外生命体への言及が含まれている。サイエントロジーの秘密のテキストによると、これは7000万年前の惑星連合の支配者で、何十億もの異星人を地球に連れてきて、熱核兵器で殺したというのである。ほとんどの信者には秘密にされているが、これはサイエントロジーの表向きの救済論である、サイエントロジストが「クリア」と呼ぶ地位の獲得という、神話の中心的な枠組みを形成している。結成直後から、ハバードのグループはかなりの反対と論争を巻き起こしており、場合によってはその違法な活動が原因となっている。1951年1月、ニュージャージー州医師会は、ダイアネティック・リサーチ・ファンデーションに対して、無免許で医学を教えたという理由で訴訟手続きをとった。1970年代には、ハバードの信奉者たちが米国政府への犯罪的侵入計画を行い、その結果、組織の幹部数名が複数の犯罪によりアメリカ連邦裁判所から有罪判決を受け、投獄された。ハバード自身は、1978年にフランスの裁判所から詐欺罪で欠席裁判で有罪判決を受け、4年の禁固刑を宣告された。1992年、カナダの裁判所はトロントにあるサイエントロジーの組織に対し、法執行機関や政府機関に対するスパイ行為、および犯罪的背任行為で有罪判決を下し、後にオンタリオ州控訴裁判所によって支持された。サイエントロジー教会は、2009年にフランスの裁判所により詐欺罪で有罪判決を受け、この判決は2013年に最高裁判所により支持された。
サイエントロジー教会は、政府の調査、国際議会機関、学者、法学者、多数の上級裁判所の判決によって、危険なカルトであると同時に人を操る利益追求ビジネスであるとされていた。多くの国で大規模な訴訟が行われた後、この組織は、オーストラリア、イタリア、米国を含むいくつかの管轄区域で宗教団体としての法的承認を得ることに成功した。ドイツはサイエントロジー・グループを洗脳、暴言、盗聴、理不尽な資金集めなどの理由から「反憲法的な宗派」として分類し、複数の州で1997年から連邦憲法擁護庁の監視下に置いたが、その後司法などを通し差別的な待遇や監視が撤廃されている。フランス政府はこのグループを危険なカルトとして分類し、複数の州で1997年から連邦憲法擁護庁の監視下に置いている。

## 主張

L・ロン・ハバード（1950年）

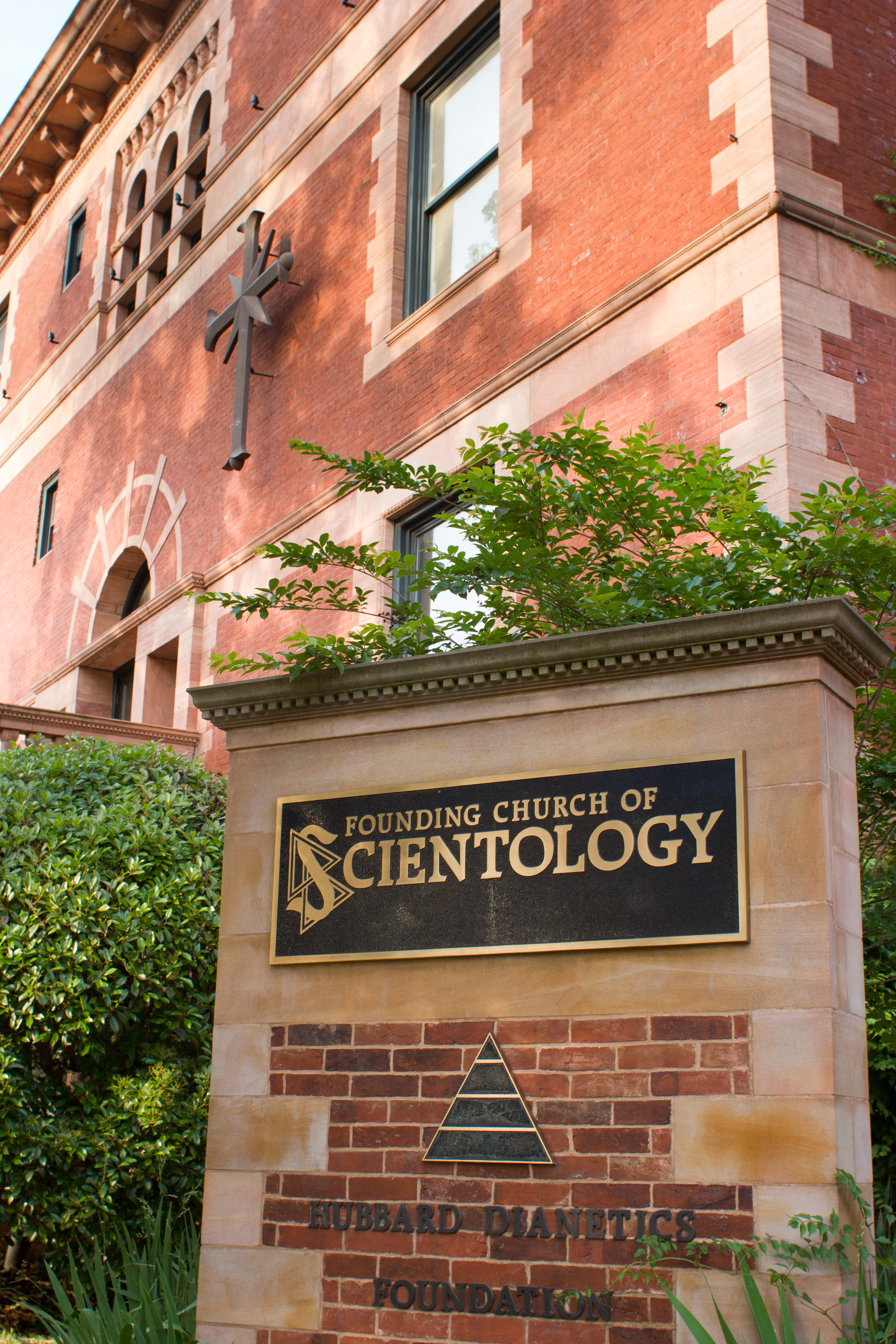
Founding Church of Scientology in Washington, D.C.

サイエントロジーは、「個人の精神性・能力・倫理観を高めることで、より良い文明を実現する」ことを主張する宗教団体である。サイエントロジストには、オーディティングと呼ばれるカウンセリング、および、サイエントロジストの理論と技術について学ぶことによって高い能力と精神的な自由を獲得すること、ひいてはサイエントロジーの普及によって、文明全体の精神性を高めることが期待されると主張している。
また、精神医学を真っ向から否定し、精神安定剤などの服用を拒絶する。精神科医の用いる向精神薬が、ほとんど麻薬に近い効果を発揮するためだと主張する。
サイエントロジーは教義の公式見解において、天国と地獄の概念を否定している。
映画評論家の町山智浩によると、これは「7500万年前、宇宙はジヌー（XENU）という名の邪悪な帝王に支配されており、その世界で人口が増えすぎたので、ジヌーは手下の精神科医に薬を使わせて人々を眠らせて冷凍し、輸送機で地球まで運搬し、火山の火口に投げ捨てて水爆で爆破して始末した」という伝説を、教義のひとつとして信じているからだという。アメリカの風刺アニメ「サウスパーク」はこの伝説を茶化したエピソードSeason 9 E12「Trapped in the Closet」を制作した。このエピソードは、現在もサウスパーク公式サイトで視聴可能である。

## 活動と略歴
L・ロン・ハバードが1950年に出版した『ダイアネティックス—心の健康に関する現代科学』は、アメリカでベストセラーになった。その後、同書の読者たちによるダイアネティックスの実践グループが全米に広がった。ハバードは、その技術の教育と普及を目指してハバード・ダイアネティックス協会を設立した。
ダイアネティックスは、心因性の病気や人間の振舞いの逸脱の原因とされる反応心を取り除くカウンセリング技術だった。これをもとにして、人間の精神性そのものを高める宗教哲学サイエントロジーが提唱された。多くのダイアネティックス実践者たちはこの新しい宗教哲学を歓迎し、1954年に米国ロサンゼルスで最初のサイエントロジー教会が創設された。それ以来、サイエントロジーだけではなくダイアネティックスも教会によって提供されるようになった。
1954年以来、現在では全世界の主要都市で合わせて150を超える教会が活動しており、東京には1980年代に設立されている。また、各地域の教会を統括する上級組織として国際サイエントロジー教会がロサンゼルスに置かれている。サイエントロジー教会の活動と運営は、L.ロン・ハバードが書き残した数多くの「Policy Letter」、即ち方針書に基づいて行われている。これらは主題ごとに編纂されて全11巻の書籍として出版されている。

## 論争
20世紀に誕生した新宗教の中でも取り分けサイエントロジー教会は活動を開始した頃から既に、アメリカ、イギリス、カナダ、ドイツ等の国々の政府、またその公安部隊と度々論争を引き起こし、何年にも渡って衝突を繰り返してきた。
報道記者、法廷、一部の政府は、サイエントロジー教会が教会側の批判者を攻撃し、その信者に残酷なまでにつけ込む違法な営利団体であると報告・指摘している。サイエントロジー教会への批判の中には、脅迫を受けて撤回されたものもあり、アメリカで行われた訴訟で証人喚問されたサイエントロジストは、自分達はサイエントロジー教会に忠誠を誓うためにそれを扇動するような虚偽的な内容の教義に服従しており、そしてサイエントロジー教会の幹部にその訴訟から手を引くよう勧告する事実無根な意見書が送られてきたり、示談を行うように繰り返し要求されたと証言した。
ドイツ政府はサイエントロジーを宗教法人ではなくむしろ営利団体であると分類しており、2007年12月3日、人権を侵害する集団としてハンブルク当局が禁止を提議したことを発表した。また、ベルギー、フランス、アイルランド、ルクセンブルク、イギリスはいまだサイエントロジーを宗教法人として認可していない。イギリスでは、宗教法人として認可されてはいるが、政府はサイエントロジーを「カルト以外の何物でもない」として教会員を公務員として採用することを禁止しており、現在、サイエントロジー構成員であることだけを理由として採用を禁止するのは問題ではないかとアメリカ政府との間で物議を醸している。また、サイエントロジーはイスラエル、メキシコでも宗教法人として認可されていない。ベルギーでは、裁判所がサイエントロジーの起訴に向けた調査を進めている。
中には現在進行している事例もあるが、サイエントロジー教会とその批判に対する論争は以下の通りである。
- 教会に敵意を持つと考えられる友人・家族を含むすべての人との交友関係を断ち切ることを推奨する方針への批判[40][41]
- 教会内で手当てを受けたにもかかわらず、サイエントロジスト、リサ・マクファーソンが死亡した事件への批判[42]
- 「スノーホワイト作戦」、「フリークアウト作戦」等の教会側に加担した、ないしは教会側が指揮した犯罪行為への批判[43]
- サイエントロジーの創始者L・ロン・ハバードの生活、特に彼の創始の理由が利益を得るためだったかどうか、そしてハバードの軍隊での従事に関する論争[44]
- 教会の批判者を攻撃したり、批判者に訴訟を提起したりすることを推奨するいわゆるフェアゲーム方針への批判[44]

- GoogleやYahoo!等に対し、教会を批判するページの検索結果からの削除などを要求したことへの批判[45]

これらの論争により、マスメディアや公権力から、教会には幾度となく調査のメスが入った。
サイエントロジストは、自らの信条に従うことを自由に認めているが、教会側を批判する者、また脱会しようとしている信者に対して、サイエントロジー教会はしばしばその強権的な方針によって攻撃・阻害することを推奨してきた。これに関連してフランスでは、サイエントロジーを脱会した人を同団体の構成員が集団でいじめ、自殺に追い込んだ事件で有罪判決が出ている。この判決は、マインドコントロールに関する重要な判例の一つである。現在では、サイエントロジー教会を宗教法人として認可し免税を認めている国もあるが、宗教として認められないカルトと認識している国もある。各国におけるサイエントロジー教会の分類の相違は、元来の宗教とサイエントロジーを語るに当たって大きな問題となっている。
サイエントロジストのステファン A. ケントは、同僚の中にはサイエントロジーを宗教だと認めてくれたものもいたが、「サイエントロジーを宗教として認識するかどうかでもがくよりも、サイエントロジーは多面的に色々な事業に着手している多国籍企業で、その中に宗教的な側面を持つものもあると解釈する方がよっぽどすっきり通る」と述べている。
また同様に、サイエントロジーが実施する薬物リハビリプログラムや犯罪者の更生プログラムについても賛否両論あり、欧州において単なるビタミン剤を法外な値段で売りつけるビジネスを組織的に行っていたことなどが問題視されている。

### オーディティングの情報の機密性
サイエントロジストの中には、サイエントロジー教会にオーディティングの際に収集された個人情報を許可なく使用されたと主張する者もいる。教会側は、オーディティングで得た情報は、外部に漏れないよう内部情報として厳重に保管しているとしているが、教会は1969年12月16日に、内部機密保持の理由でオーディティングで得た個人情報を使用したことを認めた。

サイエントロジー教会とその支援者は、今までオーディティングで得られた個人情報が無断で使用されたり外部に漏洩したことは一度もなく、前述の行為はサイエントロジー教会の信条に抵触しているものであり非常に恥ずべき行為であると主張している。しかしながら、カリフォルニア州立裁判所は、内部機密とされるオーディティングの資料を脅迫や嫌がらせの目的で入手する行為は悪辣であり、許容されるものではなく、オーディティングを受けた者の個人情報が、教会と他の信者により脅迫や精神的な嫌がらせの目的で使われる可能性は否定できず、これらのような行為の存在は十分に立証できるものであると認定した。また、リヴァランド・ケン・ホーデンは「裁判所はオーディティングを行う教会幹部の特権の廃止は認定している。しかし、オーディティングにおいて外部へのカウンセリング資料の流出あるいはその情報の使用は禁止されていない。然るべき管理者の手から放れ、外部にその資料を公開することにより、信者の信仰の自由を損なう結果となり、サイエントロジー教会の信条と著しく矛盾することとなるであろう」と述べた 。

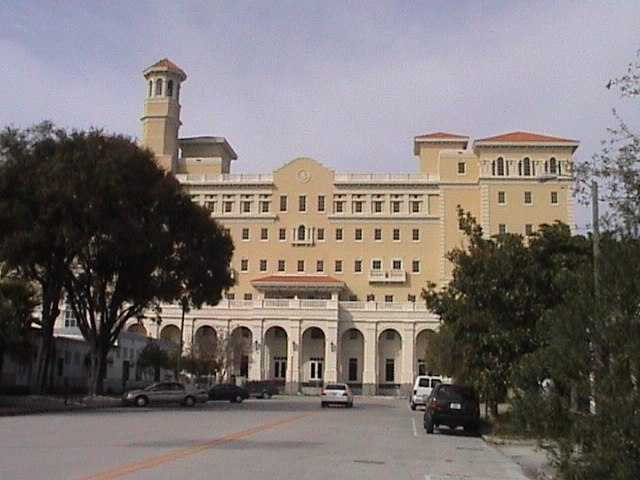
フロリダ州にある本部

この判決に対し、サイエントロジー教会側は、メアリー・スー・ハバードによって記されたオーディティング資料の管理者への規則によりオーディティングで得られた資料から個人情報を参照することが正当化されていたと考えられるが、そのような命令はサイエントロジーの教義には全く含まれていないため、随分と前に禁止されており、オーディティングの資料を管理する機構自体がL・ロン・ハバードの残した意向にそぐわないと判断された際に、現在の教会本部が廃止することとなったと回答した。

### 宗教として
教会は、「サイエントロジーは現存する世界の主要な宗教と比べても全く遜色なく、そのような宗教の教義と何ら衝突する類いのものではない」としている。しかしながら、サイエントロジーには世界の主要な宗教、特にいわゆる唯一神信仰である宗教との信条、教義における著しい相違が見られるため、世界の主要な宗教とは相容れないものであるとされる。それと関連して、サイエントロジー教会において、他の伝統的な宗教はカモフラージュのためにそれを信じているように見せかける以外は許容されず、信者達がサイエントロジー以外の宗教の行事、式典等に参加することは禁止されている。
教会側は、世論に向けてサイエントロジーが正規の宗教であると認識させるために大々的なキャンペーンを行っている。事実、サイエントロジーは少なくとも宗教として必要である「何か超自然的であり究極的なものに対する信条」、「信条を裏付ける教義」、また「信条と教義によって結ばれているコミュニティー」の三要素を保持しているため、スペイン、台湾、タンザニア、ジンバブエ、南アフリカ共和国、オーストラリア、スウェーデン、ニュージーランドでは宗教法人として認可されており、これらの国々では宗教法人として免税などの法的保護を享受している。しかし、大半のヨーロッパ諸国はサイエントロジーを潜在的に危険なカルト教団と見なしているか、あるいは少なくとも宗教法人格を得るための条件を満たさない宗教団体と見なしている。
サイエントロジーの宗教法人格にまつわる問題はしばしば論争を引き起こす。その一方で、サイエントロジー教会自身は、1993年にアメリカ国税局が教会を専ら宗教的活動ないし慈善事業に従事している宗教法人であると認定したことにより、これらの問題はほとんど決着がついているとの認識を示している。

### 営利団体として
サイエントロジー教会とその関連団体は、オーディティングで得た利益以外にも、総額数億ドルにも達すると考えられる不動産を世界各地に所有している。L・ロン・ハバードは、サイエントロジー教会に宗教の皮を被せて教会とその関連団体に宗教法人として免税措置を享受させ、宗教法人とすることによってサイエントロジーのプログラムで発生した結果に対する医学的な訴追を避けようとしていると生前批判されていた。これに関連して、様々な人物、特にハバードと交流のあったハーラン・エリスン、ネイソン・ヒメル、サム・マーウィン、サム・モスコヴィッツ、セオドア・スタージョン、ロイド・エイバークまたロイド・スタート等のSF作家とSF研究家は、ハバードが様々な状況で「裕福になるには宗教を創始すれば良い」と発言していることを聞いている。また、この他にも1980年5月、ハバードは「本当に裕福になりたいのなら自身で宗教を創始するのが一番手っ取り早いだろう」とリーダーズ・ダイジェストで述べている。
教会側は「かつてL・ロン・ハバードが1948年に行った講演の中でこのような発言を行ったと主張した者がいたが、その該当講演に行っていた人物2名に聞いた所、ハバード氏はそんな発言は全く行っていないと言った」と主張し、それ故これはただの噂であると片づけた。しかし、サイエントロジー教会は個人的にハバードがそのような発言を様々な状況下で行っているのを聞いたことがある他の人物には全く言及していない。また、教会側はこの「噂」の出所は彼らの主張するジョージ・オーウェルがハバードの言ったことを「勘違い」したことにあるとされる。しかし20年間の教会生活の後1989年に教会を去ったロバート・ヴォーン・ヤングは「オーウェルの話は彼の勘違いだと片づけることもできるかもしれないが、実際私はハバードの裕福になるためには宗教を創始するのが良いという類いの発言を聞いたことのある、彼がSF作家として活動していた頃の友人3人に会ったことがある」と発言している。
サイエントロジー教会は信者が新しく入信希望者を連れてきた場合それに対し報酬を支払い、他人にサイエントロジーを「売りつける」よう推奨する。それに加え、サイエントロジー関連のフランチャイズ加盟店と各教区の教会はサイエントロジー本部に対し収入の全体の10%を払うこととなっている 。またオーディティングや教会内で行われるその他のコースは数百万円から数千万円もの料金を徴収される。加えて、サイエントロジー教会は教会のシンボルマークや名称の使用に対し厳格な管理を行っている。教会は「サイエントロジークロス」に対して著作権と商標を主張しており、その専任弁護士は本やウェブページにおいてそれを使用した個人、団体に対して訴訟を行ってきた。それ故、教会との提携あるいはコネクションがない場合、個人団体が自分たち自身でサイエントロジー教会と同様のサービス提供するのは甚だ難しい。サイエントロジー教会は許可なくオーディティングを提供しようとしたり著作権や商標侵害している者に対して数多くの訴訟を行ってそのような行為の撲滅を図っている。
サイエントロジー教会がドイツにおいて公式に宗教法人格を取得しようとしていたことに関連して、1996年頃バーデン＝ヴュルテンベルク州はドイツにおけるサイエントロジー教会の活動を評価するために査定を行った。この調査の結果、教会の主な収入源はオーディティング等のコースの提供や様々な刊行物によるものであり、例えば「人生の浮き沈み」、「ハバードの人生の鍵」、「集中的オーディティング」等のコースは182.50マルクから30,000マルク、即ち日本円にしておよそ12,000円から200万円程掛かるということが分かった。その調査の結果からは信者からの月ごと、ないし隔月の会費はうかがい知れなかったが、数億円は下らないと考えられている。
2006年6月、ブック・エキスポ・アメリカでダイアネティックスレーシングチームがNASCARに参加すると表明した。その際ケントン・グレイの運転した番号27番のフォード・トーラスには巨大なダイアネティックスのロゴが見て取れた。

### 反精神医学
サイエントロジー教会は、反精神医学運動に参加している団体の一つとして名を馳せており、心理学の体系と実践に公然と反対している数少ない団体のうちの一つである。それに加え、第一次世界大戦の勃発、ヒトラーやスターリンの台頭、アメリカにおける教育水準の低下、ボスニア紛争とコソボ紛争の勃発、アメリカ同時多発テロ事件の発生は全て精神科医に責任があるとしている。これらの問題に関する教会側の意見は主に教会が出版している「シチズン・コミッション・オン・ヒューマン・ライツ」や「フリーダムマガジン」に記載されている。

### インターネットでの批判に対する活動
1990年代、インターネット上で増大するサイエントロジーへの批判に対処するために教会側は大規模な行動に打って出た。教会は彼らの呼ぶ所の「著作権テロリスト」の行うオンライン上におけるサイエントロジーの著作物の流布に対して行動を起こすとの声明を発表した。それに対し、真の目的はインターネット上で教会側に対して自由に批判することを抑圧することにあると批判する者もいる。
1995年1月、サイエントロジー教会の専任弁護士だったヘレナ・コブリンは以下の点に基づき、ニュースグループ「alt.religion.scientology」に対してネットニュースサーバに購読者情報を削除するメッセージを送り付けることによりグループの機能停止に追い込もうと試みた。
(1)alt.religion.scientologyは捏造された誤った情報に基づいて創始された点。(2)alt.configによって発信されていない点。(3)名称内に商標である「サイエントロジー」という語句を含んでおり、略称である「a.r.s.」が主にサイエントロジーを批判するために使用されているという誤った印象を与えているという点。(4)著作権に対する深刻な侵害が継続しておりこれらの不法行為を黙殺しているとしか考えられないという点。
しかし実際には、ほとんどのニュースサーバは大量のトラフィックを受け取った際にはこのようなコードを無視するように環境設定されていた上、newgroup messageは設定を回復していないサーバも早急に修繕した為、このrmgroup messageによる攻撃はほとんど意味がなかった。むしろ、この攻撃に対して言論の自由に基づき世論から多数の批判が浴びせられた。
サイエントロジー教会はそのニュースグループやインターネット上に教会側に著作権のある文章を投稿した者に対して訴訟を起こし、概して著作物に対する締めつけを強めている。教会側は論争を引き起こしている著作権延長法(en:Sonny Bono Copyright Term Extension Act)を支援しており、更に同様に論争の種となっているデジタルミレニアム著作権法(en:Digital Millennium Copyright Act)はサイエントロジー教会から強力な支援を受け、特にen:Online Copyright Infringement Liability Limitation Actはアメリカのインターネットプロバイダーにサーバからサイエントロジー教会の著作物を削除するよう求めた訴訟に非常な影響を受けている。
1996年の半ばから数年間、ニュースグループ「alt.religion.scientology」は不特定多数によるsporgeryを使用した数百数千のスパムメッセージによって攻撃された。教会側はこのスパム攻撃への関与を肯定も否定もしていないものの、スパムメッセージの中には教会関係者から送信されたものもあるとの調査結果を発表したものもいる。元サイエントロジストだったトリー・クリスマンは教会を去った後、様々なISPに偽名を使用し登録することでこの攻撃に加担し、教会側から金銭を受け取っていたことを告白した。後に彼女は自分の取得したアカウントからスパムメッセージの送信等が行われていたのを見たと述べている。
ウィキペディアのサイエントロジー教会に関連する記事においては、信者と批判的立場の利用者との間で長らく編集合戦が続いており、Wikipedia:中立的な観点に基づく記述を行なった利用者に対して両者からの攻撃が行なわれるなど、コミュニティ内での対立が問題化していたため議論が続けられてきた。2009年5月28日、ウィキペディア仲裁委員会は「10対0」でサイエントロジー関連IPからのサイエントロジー教会と関連記事に対する編集を禁じることを決定した。社会的な団体に対する編集禁止措置を取ったのはこれが初めてとなる。

### 外部からの批判
サイエントロジー教会はそのカルト的な性質により批判されることも多い。サイエントロジーの前身だったダイアネティックスについては、超能力や気功などの疑似科学批判の急先鋒であるマーティン・ガードナーの「奇妙な論理〈1〉―だまされやすさの研究」(ISBN 4-15-050272-2)において疑似科学であると指摘されている。
また、アメリカの社会を過激に風刺するアニメ『サウスパーク』では時折サイエントロジーをからかったようなシーンがある。第5シーズン第4話「カルトっQ!丸刈りータ☆で大脱走」のブレイントロジーは、サイエントロジーを基にしている。第7シーズン第3話「羊たちのトイレットペーパー」においては子供達がサイエントロジー信者に捕まり人格診断テストを受けたという嘘話を作るシーンがある。サウスパークの劇場作品がMTV Movie Awards 2000を受賞したとき、授賞式でサイエントロジストであるジョン・トラボルタにもらった性格診断用紙をトイレットペーパーにする映像が流れた。また、シーズン1以来の登場キャラクター、“シェフ”の声を担当していたソウル・シンガーのアイザック・ヘイズが、サイエントロジーとサイエントロジストであるトム・クルーズを題材にした第9シーズン第12話「en:Trapped in the Closet (South Park)」（エミー賞ノミネート作品） にて自らが信仰しているサイエントロジーが批判されたことを理由に降板した。なおこのエピソードのエンドロールに流れるスタッフ名は全て偽名が使われている。これを受けた第10シーズン第1話「en:The Return Of Chef」は、シェフがサイエントロジーを連想させる団体に洗脳され、小児性愛者になってしまった末に死亡するという、同教会を暗に批判する内容となった。（この回のヘイズの台詞は過去のエピソードのものを切り貼りして作られた）
2005年7月11日、パリ市議会はトム・クルーズがサイエントロジーのメンバーであることを理由に名誉市民の称号は相応しくないとの決議を採択した。トム・クルーズがパリでは「歓迎すべからざる人物」と規定されたのである。また2006年8月には、パラマウント映画がサイエントロジーの擁護などを理由としてクルーズとの14年間に及ぶ契約を打ち切ると発表した。2007年には映画『ワルキューレ』の撮影においてドイツ財務省がクルーズの同国連邦軍施設内への立ち入りを断るといった事態も発生している。

## 科学的批判

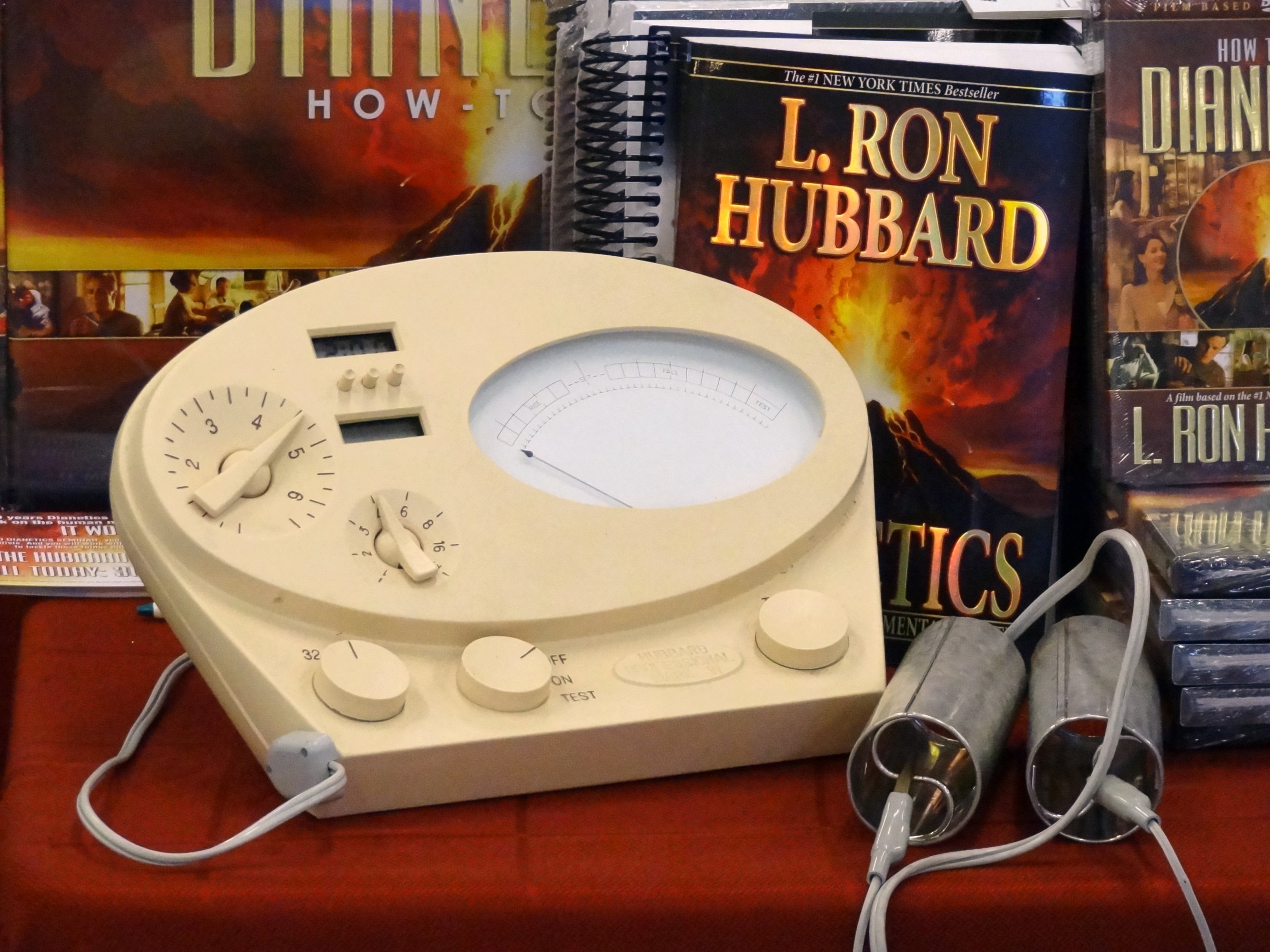
彼らのe-メーター

1971年、アメリカ地方裁判所で、「e-メーターには何ら病状の診断、治療、予防に役立つものではなく、医学的にも科学的にも全く身体機能の向上を期待することはできない」との判決が下された。これに対しサイエントロジー教会は、出版した本などの中で、「e-メーター単体では効果を期待することはできない。しかしe-メーターは精神状態とその変化を計測することのできる電気機器であり、オーディティングの精密さと効率を向上させることができる。e-メーターは何も病状の診断、治療、予防に有効である訳ではなく、精神的な改善を目的に使用されているものである」と述べている。
無神論者、反宗教主義者、教育宗教分離主義者、そして『神は妄想である』の著者であるリチャード・ドーキンスは、「サイエントロジーは引っ掛かりやすいカルト教団であり、言っていることは全くのでたらめだ」と述べている。

## 関連書籍
- 『The Scandal of Scientology』Paulette Cooper, Tower Publications, 1971
- 『Inside Scientology: The Story of America's Most Secretive Religion』 Janet Reitman, Mariner Books, 2013.8
- 『Beyond Belief: My Secret Life Inside Scientology and My Harrowing Escape』Jenna Miscavige Hill,  William Morrow, 2013.9 - 著者は教団現代表デイビッド・ミスカベッジの姪
- 『ハリウッド・スターはなぜこの宗教にはまるのか』ジョン・スウィーニー、亜紀書房、2014/11/22 - 教団を取材したBBCの元レポーターによるノンフィクション
- 『The Unbreakable Miss Lovely: How the Church of Scientology tried to destroy Paulette Cooper』Tony Ortega, CreateSpace Independent Publishing Platform, 2015.5
- 『Troublemaker: Surviving Hollywood and Scientology』Leah Remini, Ballantine Books, 2015.11
- 『Scientology: A to Xenu: An Insider's Guide to What Scientology is All About』Chris Shelton, CreateSpace Independent Publishing Platform, 2015.12 - 著者は元信者
- 『Bare-Faced Messiah: The True Story of L. Ron Hubbard』Russell Miller, Silvertail Books, 2015.12
- 『Ruthless: Scientology, My Son David Miscavige, and Me』Ron Miscavige、St. Martin's Press、2016.5 - 著者は教団現代表の父親

## 映画
- 『ゴーイング・クリア：サイエントロジーと信仰という監禁』、2015 - アレックス・ギブニーによるドキュメンタリー

### 関連人物
- L・ロン・ハバード
- トム・クルーズ
- ジョン・トラボルタ - L・ロン・ハバード作のSF小説を映画「バトルフィールド・アース」として製作。
- ビリー・シーン
- ジュリエット・ルイス
- ベック
- A・E・ヴァン・ヴォークト
- ジョン・W・キャンベル
- チック・コリア
- ナンシー・カートライト
- カレン・ブラック
- マイケル・ペーニャ
- ジェニファー・ロペス
- シプリアン・カツァリス
- アイザック・ヘイズ
- カースティ・アレイ
- リサ・マリー・プレスリー
- エドガー・ウィンター
- ケリー・プレストン
- キャサリン・ベル

### サイエントロジーの提唱する技術等
- ピュアリフィケーション・プログラム - （ナルコノン）
- クリミノン

### 派生団体
- 世界サイエントロジー企業協会
- CCHR(市民の人権擁護の会) - （精神科学・精神科医について検証を行っている団体）
- 薬物のない世界のための財団